# 7782 Моні
7782 Моні (7782 Mony) — астероїд головного поясу, відкритий 7 лютого 1994 року.
Тіссеранів параметр щодо Юпітера — 3,078.